# 伊莎貝瑞龍屬
伊莎貝瑞龍（屬名：Isaberrysaura）是一屬鳥臀目恐龍，可能屬於劍龍亞目，化石來自阿根廷巴塔哥尼亞的莫爾斯組（Los Molles Formation），地質年代可能是侏儸紀早期或中期。模式種莫爾伊莎貝瑞龍（Isaberrysaura mollensis）於2017年由薩爾加多等人根據單一標本所敘述、命名。雖然最初的研究認為牠是一種基礎新鳥臀類，後續的研究則根據頭骨形態的相似性而將牠與劍龍類關連在一起。

## 發現

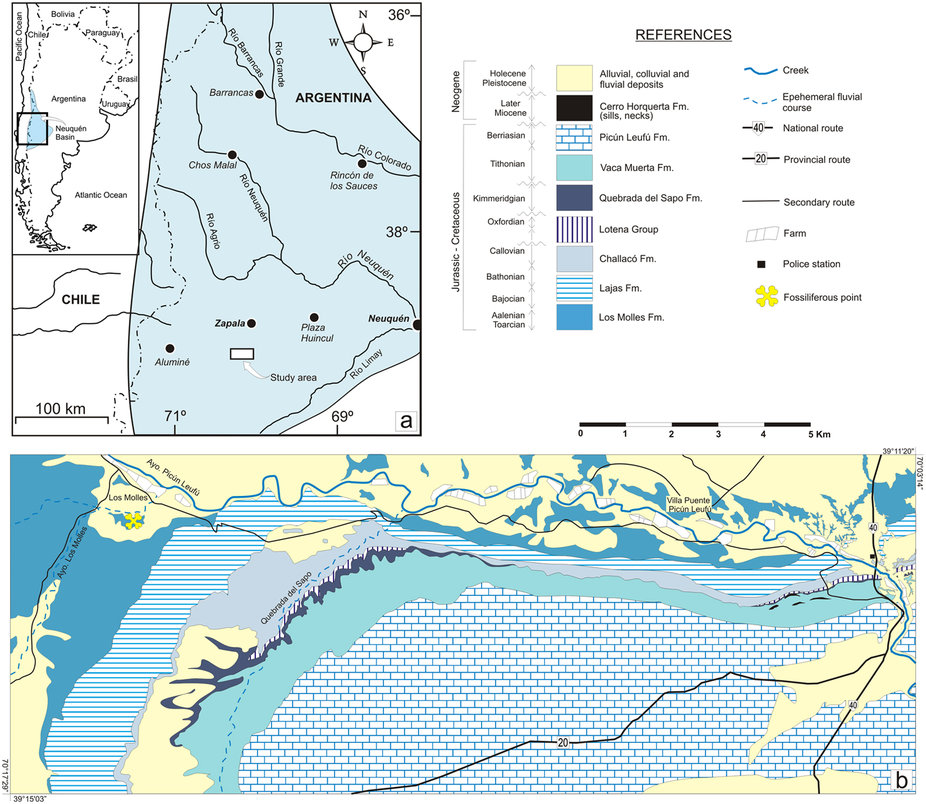
地圖顯示正模標本的發現地點

伊莎貝瑞龍的正模標本（編號MOZ-Pv 6459）是由Isabel Valdivia Berry發現於巴柔階的莫爾斯組（Los Molles Formation）的海相至三角洲沉積層；屬名紀念發現者，種名取自發現地；標本是一個部分骨骼以及一個幾乎完整的頭骨（顱後骨骼尚未從岩石中清理出來），包含六個頸椎、十五個背椎、一個薦骨帶有部分坐骨和幾乎完整的恥骨、九個尾椎、部分肩胛骨、肋骨、以及一些不明碎片。

## 敘述

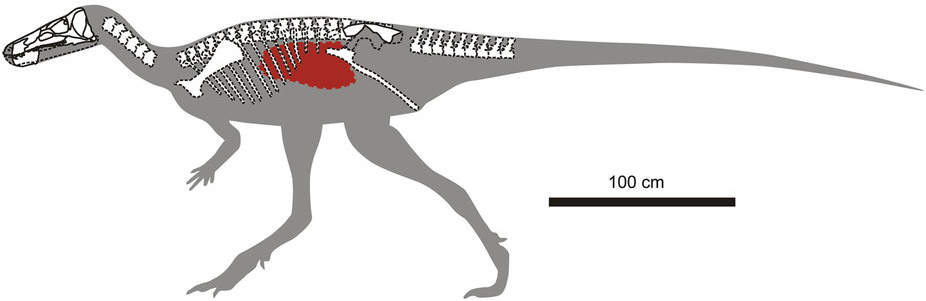
最初重建伊莎貝瑞龍為新鳥臀類，白色為已知骨骼，保存的腸胃呈紅色

伊莎貝瑞龍的牙齒為異型齒：彎曲的前上頜骨齒、披針形的上頜骨齒與齒骨齒。現生的鬣蜥具有相似的牙齒，與雜食性有關，代表伊莎貝瑞龍可能也是雜食性。估計伊莎貝瑞龍身長5至6公尺，體型中等。
頭骨非常特殊，估計全輪廓長52公分及寬20公分。吻部下顳孔後背角向前腹側傾斜至上頜骨-前上頜骨接觸帶，且下顳孔背腹側深。相反的是眼眶圓形，背腹高不如前後長，小於下顳孔，並只能由側面視角觀察。上顳孔前外側部分保存較好，並僅見於背側視角。眶前孔大致呈三角形，底部長於兩側。顴骨三放射形，前突形成眶前孔的後腹角，並超過淚骨基部，此特徵可見於基礎扁腳類和劍龍類。顴骨背突比例長。方軛骨非常寬。前上頜骨保存不完整。而顱後材料尚未被描述。齒列為異型齒，前上頜齒6顆，上頜齒30顆。整體外觀相似於劍龍類，雖然缺乏標識性的骨板並可能為二足姿勢。

## 分類
伊莎貝瑞龍的分類充滿問題；正模標本同時具有裝甲類和新鳥臀類的特徵。基於此牠被歸至頜齒類。薩爾加多等人的研究中的三個數據表明，儘管具有新鳥臀類和裝甲類的特徵，但對於兩個分類群都不合適，代表著一種在整個鳥臀目中前所未知的形態。後續系統發生學研究將伊莎貝瑞龍視為基礎劍龍類，可能为华阳龙或巨刺龙的姊妹分类单元。丰塞卡等人2024年的分析将此分类单元归入剑龙类，可能属于剑龙科但不属于华阳龙科。

## 古生物學

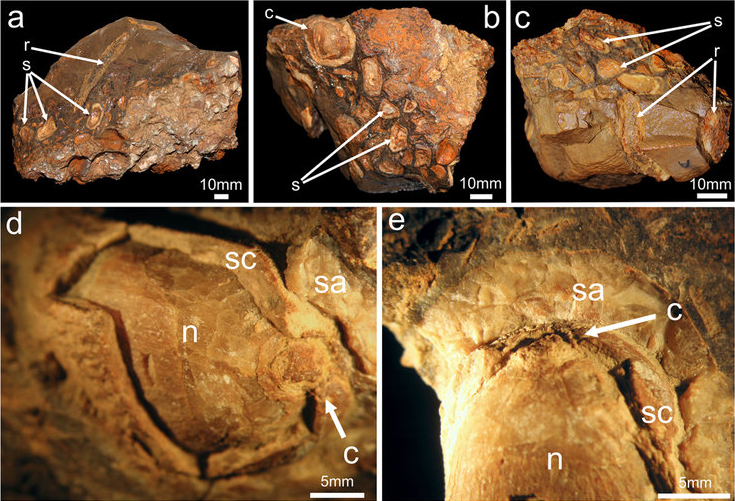
腸胃

伊莎貝瑞龍的正模標本保存了化石化的腸胃內容。在肋腔中發現了大量的化石種子；為基礎鳥臀目中第一種保存下來的食物痕跡。後肋附近根據大小發現兩種類型的種子。最大的種子保留了三層：外層肉質外種皮、硬果皮以及內層（可能為細胞核）。這些種子根據微孔區明顯的冠狀花序判定為蘇鐵目的澤米鐵科，雖然較小的有翼種子仍未定。最大種子肉質部的完整性表明牠沒有咀嚼就吞下整顆種子，並根據腸道位置判斷處於第一階段的消化。根據牙齒判斷可能為雜食性動物，但種子旁沒發現任何動物遺骸而僅止於推測。腸道中仍存在產酶細菌，以幫助消化更堅硬的植物如種子。

## 延伸閱讀
劍龍類研究歷史